# Seznam liberijskih politikov
Seznam liberijskih politikov.

## B
- Edward Wilmot Blyden

## D
- Samuel Kanyon Doe

## G
- Leymah Gbowee

## J
- Yormie Johnson

## K
- Charles D. B. King

## S
- Ellen Johnson Sirleaf

## T
- Charles Taylor
- William Tubman

## W
- George Weah